# Veljko Gortan
Veljko Gortan (Preko, 4. svibnja 1907. – Zagreb, 23. ožujka 1985.) hrvatski filolog i akademik

## Životopis
Veljko Gortan rođen je 1907. u Preku kod Zadra. Osnovnu školu i klasičnu gimnaziju pohađa u Zadru i Splitu. Studira klasičnu filologiju 1925. – 1928. na Sveučilištu u Zagrebu gdje i diplomira 1929. Potom radi na klasičnoj gimnaziji u Splitu od 1931. do 1934. Školske godine 1932/33. boravi u Francuskoj na Faculté des Lettres u Besançonu kao stipendist francuske vlade. Radi na Klasičnoj gimnaziji u Zagrebu od 1935. do 1943. Doktorirao je 1936. na Zagrebačkom svučilištu disertacijom o Marcijalovim epigramima. Sa Sveučilištem u Zagrebu surađuje honorarno od 1936., a stalni radni odnos uspostavlja sredinom četrdesetih godina i ostaje do umirovljenja 1977. Izabran je na Klasičnoj filologiji 1945. za docenta, 1952. za izvanrednog te 1958. za redovitog profesora.
Dekan je Filozofskog fakulteta 1960. do 1962., a dugi je niz godina i član Savjeta Sveučilišta.
Izabran je 1959. za dopisnog člana JAZU (danas HAZU), a 1965. postaje redovitim članom. Od 1972. do 1978. potpredsjednik je Akademije i djeluje u Razredu za filologiju.

## Nepotpun popis djela
- "Opsada Zadra", Zagreb, 2007.
- "Latinska gramatika", Zagreb, 1971., 1979., 1985.,...
- "Latinsko hrvatski rječnik", Školska knjiga, Zagreb, 1972. (priređivač prema B. Horvat, M. Žepić)
- "Elementa Latina", Latinska vježbenica za VII. i VIII. razred gimnazija, Nakladni zavod Hrvatske (1. izdanje 1949., 40. izdanje Školska knjiga, Zagreb, 2009.)